# Lasiosphaeria phyllophila
Lasiosphaeria phyllophila är en svampart som beskrevs av Mouton 1900. Lasiosphaeria phyllophila ingår i släktet Lasiosphaeria och familjen Lasiosphaeriaceae.   Inga underarter finns listade i Catalogue of Life.